# 納智捷M7
納智捷M7（英語：Luxgen M7）原名Luxgen7 MPV，是一款由裕隆汽車于2009年起根據推出的7人商旅车系列。此車以Renault Espace底盤為基礎進行改良。有2.2L和電動引擎兩種款，售價依配備為新臺幣79萬到108萬元之間。之後2013年版本旗艦型漲到新台幣110萬元。2015年做出小改款的M7 Turbo Ecohyper。
該車主打智慧型電腦成分，由宏達電開發了車載資訊系統和電子穩定程序，稱為THINK+系統，特色為聲控功能、衛星導航、全車最多8顆CCD，其中包含夜視攝影機，並有3.5G行動上網功能可以更新系統和下載旅遊、商店、交通資訊，可以說是一種搭載客製化軟體的筆記型電腦內建於儀表板上。
本車於2009年8月19日發表，並於2009年8月19日進駐汽車生活館預售，預定於2009年9月19日進駐全台灣納智捷展示中心。其車名中之「7」這個數字為底盤代號，採用由華擎機械製造並經Delphi調教之2.2升直列四缸MEFI渦輪增壓引擎，在由國際大廠Garrett所開發的增壓渦輪輔助下，2.2升引擎可提供175匹最大馬力。

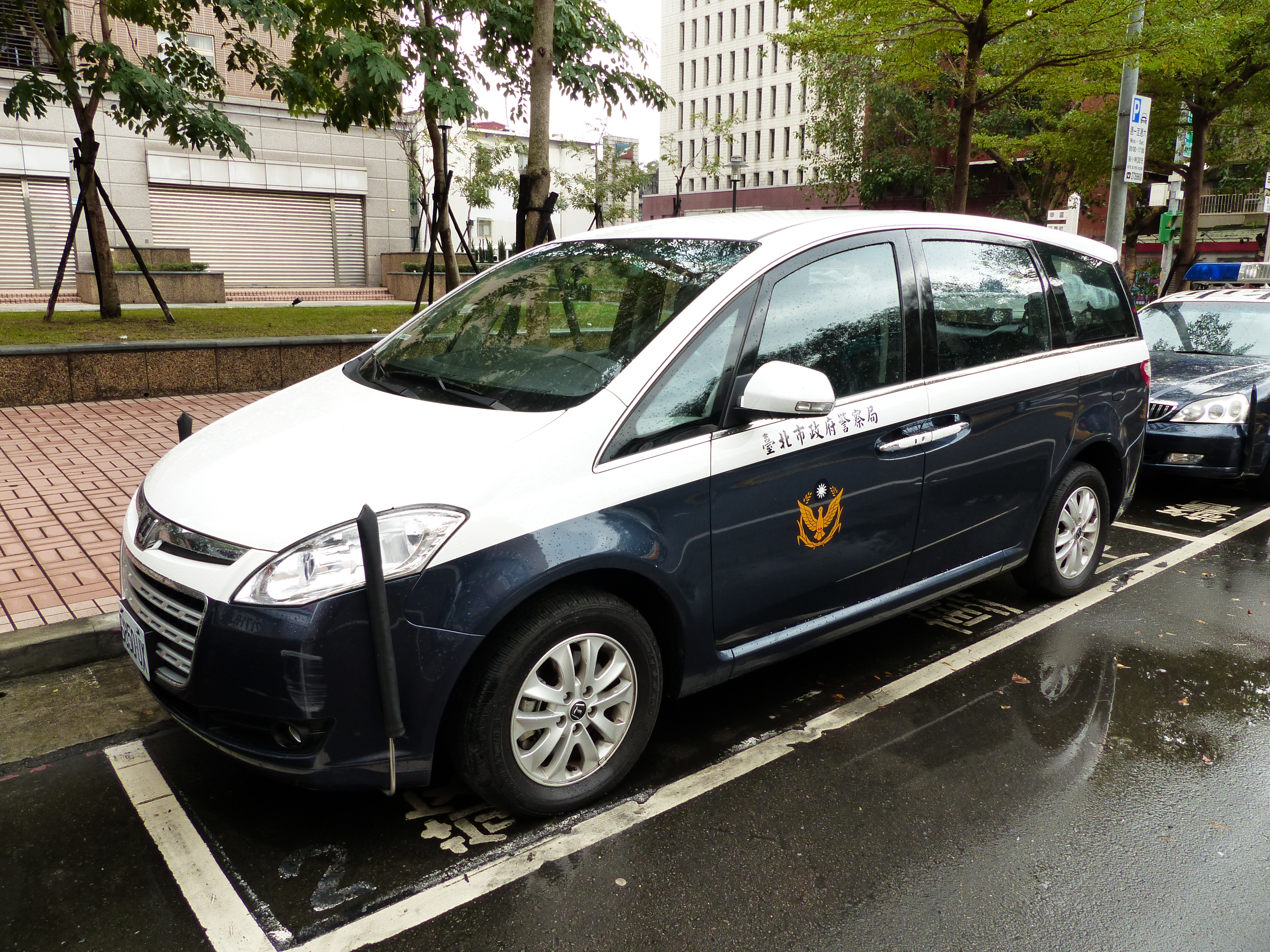
納智捷7 MPV警車

| 納智捷7 MPV 規格表 | 數據                                              |
| 引擎               |                                                   |
| ------------------ | ------------------------------------------------- |
| 引擎形式           | 2198c.c. MEFI 渦輪增壓引擎                        |
| 汽門結構           | DOHC 16V + Turbo 0.7bar                           |
| 壓縮比             | 9.5 : 1                                           |
| 缸徑x衝程          | 86 x 94.6 mm                                      |
| 馬力               | 129kW (175PS) / 5200rpm                           |
| 扭力               | 274Nm (28.0kg-m) / 2500-4000rpm                   |
| 變速箱             | 納智捷與愛信精機共同研發的10-mode五速手自排變速箱 |
| 檔位               | 齒比                                              |
| 一檔               | 4.58                                              |
| 二檔               | 2.98                                              |
| 三檔               | 1.95                                              |
| 四檔               | 1.32                                              |
| 五檔               | 1.00                                              |
| 終傳比             | 2.44                                              |
| 性能               |                                                   |
| 0-100km/h加速      | 11.4秒                                            |
| 極速               | 194km/h(電子限速)                                 |

## 外部連結
- autoblog專題
- 納智捷官網
- 電動車版